# Jerahl Hughes
Jerahl Hughes (sinh ngày 10 tháng 8 năm 1989) là một cầu thủ bóng đá người Anh thi đấu ở vị trí tiền vệ cánh.
Sinh ra ở Brighton, anh là sản phẩm của học viện trẻ Crystal Palace, và đóng vai trò quan trọng trong hành trình ở FA Youth Cup năm 2007. Vào tháng 3 năm 2007 anh được thử việc tại Yeovil Town, và câu lạc bộ Somerset đã kì hợp đồng vĩnh viễn với anh mùa giải 2007-08. Tuy nhiên tại Yeovil, anh chỉ có một lần ra sân ở Football League, và được cho mượn đến Worthing trước khi bị giải phóng hợp đồng vào cuối mùa giải. Anh được kí hợp đồng với Andy Hessenthaler, huấn luyện viên của Dover Athletic, sau khi thử việc thành công. Tuy nhiên, sau những vấn đề về di chuyển, Hughes rời Dover với thỏa thuận đôi bên vào tháng 12 năm 2009.